# Veertiende amendement van de Grondwet van de Verenigde Staten
Amendement XIV van de Grondwet van de Verenigde Staten werd na de Amerikaanse Burgeroorlog ingevoerd. De clausule, die op 9 juli 1868 officieel werd goedgekeurd, bevat onder andere artikelen die rechtszekerheid en gelijke behandeling garanderen:

Geen Staat zal (...) aan een persoon binnen zijn jurisdictie de gelijke bescherming van de wetten ontzeggen. 

Het amendement verplicht alle vijftig deelstaten om iedere persoon die zich binnen hun grondgebied bevindt als gelijke onder de wet te behandelen. Ook kreeg elke baby die werd geboren op Amerikaans grondgebied, van rechtswege de Amerikaanse nationaliteit.
Toen de wijziging werd aangenomen waren deze clausules vooral bedoeld om gelegaliseerd racisme tegen te gaan.

## Ratificatie
Nadat het Congres de wijziging op 13 juni 1866 had voorgesteld, moesten volgens artikel 5 van de grondwet minstens 28 van de toenmalige 38 staten het amendement goedkeuren om de grondwet te wijzigen. Het amendement werd van kracht op 28 juli 1868 door een proclamatie van de Secretary of State William Seward, waarin deze bekendmaakte dat voldoende staten het hadden geratificeerd.
- Connecticut (25 juni 1866)
- New Hampshire (6 juli 1866)
- Tennessee (19 juli 1866)
- New Jersey (11 september 1866)
- Oregon (19 september 1866)
- Vermont (30 oktober 1866)
- Ohio (4 januari 1867)
- New York (10 januari 1867)
- Kansas (11 januari 1867)
- Illinois (15 januari 1867)
- West Virginia (16 januari 1867)
- Michigan (16 januari 1867)
- Minnesota (16 januari 1867)
- Maine (19 januari 1867)
- Nevada (22 januari 1867)
- Indiana (23 januari 1867)
- Missouri (25 januari 1867)
- Rhode Island (7 februari 1867)
- Wisconsin (7 februari 1867)
- Pennsylvania (12 februari 1867)
- Massachusetts (20 maart 1867)
- Nebraska (15 juni 1867)
- Iowa (16 maart 1868)
- Arkansas (6 april, 1868)
- Florida (9 juni, 1868)
- North Carolina (4 juli 1868)
- Louisiana (9 juli 1868)
- South Carolina (9 juli 1868)

## Volledige tekst
Amendement XIV
geratificeerd in juli 1868
1. Alle Personen, geboren of genaturaliseerd in de Verenigde Staten en aan hun jurisdictie onderworpen, zijn burgers van de Verenigde Staten en van de Staat waarin zij wonen. Geen Staat zal enige wet maken of afdwingen die de voorrechten of immuniteiten van burgers van de Verenigde Staten beknot, noch zal enige Staat een persoon van zijn leven, vrijheid of eigendom beroven zonder rechtmatig proces volgens de wet, of aan een persoon binnen zijn jurisdictie de gelijke bescherming van de wetten ontzeggen.
2. Afgevaardigden zullen onder de afzonderlijke Staten verdeeld worden in verhouding tot hun respectieve bevolkingscijfers, waarbij het volledig aantal personen in elke Staat wordt geteld exclusief de onbelaste Indianen. Maar wanneer bij enige verkiezing van de kiesmannen voor de President en de Vice-President van de Verenigde Staten, van de Afgevaardigden voor het Congres, van de uitvoerende en gerechtelijke ambtenaren van een Staat of de leden van de Wetgevende macht ervan, het Stemrecht wordt geweigerd aan mannelijke inwoners van een Staat die ouder zijn dan eenentwintig jaar en burgers zijn van de Verenigde Staten, of op enige wijze het stemrecht wordt beknot behalve wegens deelname aan rebellie of een andere misdaad, dan zal de basis voor vertegenwoordiging proportioneel verminderd worden, in de verhouding van het aantal van dergelijke mannelijke burgers tot het volledig aantal mannelijke burgers van die Staat die de leeftijd van eenentwintig jaar hebben bereikt.
3. Geen persoon zal een Senator of een Afgevaardigde voor het Congres zijn, of kiesman van President en Vice-President, of een burgerlijk dan wel militair ambt houden, die eerst gezworen had de Grondwet te beschermen als Congreslid of als ambtenaar van de Verenigde Staten, of als een lid van enige Wetgevende macht van een Staat, of als een uitvoerend of gerechtelijk ambtenaar van enige Staat en die zich schuldig gemaakt heeft aan rebellie of opstand tegen de Verenigde Staten, of hulp en steun aan diens vijanden heeft verstrekt. Het Congres kan echter, met een stemming van twee derde van elk Huis deze onbekwaamheid opheffen.
4. De geldigheid van de openbare schuld van de Verenigde Staten, bij wet toegestaan, inbegrepen de schulden die aangegaan zijn om uitkeringen en premies te betalen voor het neerslaan van opstanden en rebellie, zal niet worden betwist. Maar noch de Verenigde Staten, noch enige Staat zal enige schuld of verplichting betalen of aangaan die voor medewerking aan opstand of rebellie tegen de Verenigde Staten zijn veroorzaakt, of ingaan op eisen tot schadeloosstelling voor verlies of emancipatie van enige slaaf; alle dergelijke schulden, verplichtingen en aanspraken zullen voor onwettig en nietig gehouden worden.
5. Het Congres zal de macht hebben om de bepalingen van dit artikel uit te voeren door een passende wetgeving.

## Gerelateerde onderwerpen
- Lawrence vs. Texas
- Brown v. Board of Education
- Roe v. Wade

## Discussie
President Donald Trump stelde in 2018 dat hij per presidentieel decreet de toenmalige situatie wilde aanpassen dat kinderen die op Amerikaans grondgebied geboren werden automatisch het Amerikaanse staatsburgerschap kregen. Trump wilde daarmee het zogeheten "geboortetoerisme" aanpakken. Critici stelden dat hiervoor eerst de grondwet moest worden aangepast, terwijl medestanders van Trump zeiden dat het amendement nooit bedoeld was voor immigranten.